# Иванов, Алексей Иванович (историк)
Алексе́й Ива́нович Ивано́в (12 мая 1890, Смердово, Владимирская губерния — 3 октября 1976, Ленинград) — советский историк церкви, учёный-библеист. Являлся  заведующим кафедрой всеобщей истории Ростовского педагогического института в предвоенный период.

## Биография
Родился 12 мая 1890 года в семье крестьянина в селе Смердово (Владимирская губерния (ныне — в Лежневском районе Ивановской области). Окончил Шуйское духовное училище (в 1905 г. первым учеником), Владимирскую духовную семинарию (1911) и Петроградскую духовную академию (1915) со степенью кандидата богословия (за работу «Кирилл I Лукарис, Патриарх Константинопольский»). Все учебные заведения заканчивал первым учеником.
Будучи профессорским стипендиатом Петроградской духовной академии, параллельно окончил Петроградский историко-археологический институт (1917). В 1916—1918 годах был вольнослушателем историко-филологического факультета Петроградского университета.
Магистр богословия (1956, тема диссертации: «Критические издания греческого Нового Завета и общепринятый Православной Церковью текст»). Доктор церковной истории (1960, тема диссертации: «История Византийской Церкви (от Константина Великого до отпадения Западной Церкви от Вселенской)». Т. I, ч. 1 и 2).
Первоначально занимался историей Византии; работал в Константинополе в Русском историко-археологическом институте под руководством известного русского византолога Ф. И. Успенского. В дальнейшем преподавал историю в различных светских вузах, был доцентом, затем — профессором.
В 1919—1930 годах, одновременно, был директором Владимирского областного государственного музея, заведующим подотделом искусств Владимирского горисполкома, председатель областной комиссии по охране памятников искусства и старины.
В 1951—1956 годах в качестве доцента преподавал византологию и греческий язык в Московской духовной академии. В 1956—1961 годах был профессором Ленинградской духовной академии по кафедре византологии и общей церковной истории. Также был учёным секретарём совета академии. Являлся одним из немногих преподавателей духовных школ Московской Патриархии, получивших высшее богословское образование ещё до 1917 года; владел греческим, латинским и новыми европейскими языками. С 1961 года — пенсионер.
Был членом редколлегии «Журнала Московской Патриархии», сборника «Богословские труды», исполняющим обязанности секретаря Учебного комитета при Св. Синоде.

## Научная деятельность
В 1939—1941 годах издал в Ростове-на-Дону курс истории средних веков в 13 выпусках (5-й выпуск, в частности, был посвящён истории Византии и южных славян).
Опубликовал около ста научных работ историко-литературного характера. Автор статей в «Журнале Московской Патриархии», сотрудничал с редколлегией «Трудов Отдела древнерусской литературы» Института русской литературы АН СССР и «Византийского временника». В последние годы занимался исследованием письменного наследия преподобного Максима Грека и опубликовал много статей и несколько монографий о нём. До конца жизни сохранял бодрость духа и ясность ума, продолжал интересоваться всем происходящим в области церковно-богословской исторической науки. В конце жизни практически потерял зрение, но диктовал своей супруге Варваре Дмитриевне работу «Максим Грек как учёный на фоне современной ему русской образованности» (в 1976 она была напечатана в «Богословских трудах» (сборник 16)). В 1975 его супруга скончалась.
Автор ценного обзора древних новозаветных рукописей и переводов («Текстуальные памятники священных новозаветных писаний», Богословские труды, 1960, сборник 1). Как библеист придерживался консервативных взглядов. Утверждал, что библейская текстуальная критика, связанная с именами протестантских ученых, грешит субъективизмом. Их ориентация на отдельные, пусть древнейшие, рукописи, по его мнению, слабо обоснована. Полагал, что необходимо вернуться к Византийскому тексту как наиболее авторитетному. Кроме того, указал на важность для текстуальной критики Лекционариев, которые, как он считал, недооценивались западными библеистами. Выступил и против ряда принятых в современной текстологии принципов, в том числе правила предпочитать более краткие варианты. Считал, что наиболее известные кодексы — Синайский, Ватиканский и др. — могли происходить из неправославных кругов. Точка зрения Иванова оспаривается другими православными учёными.